# Coupe d'Angleterre de football 1873-1874
Navigation
Coupe d'Angleterre 1872-1873 Coupe d'Angleterre 1874-1875
La Coupe d'Angleterre de football 1873-1874 est la 3e édition de la Coupe d'Angleterre de football. Oxford University remporte sa première Coupe d'Angleterre de football au détriment de Royal Engineers sur le score de 2-0 au cours d'une finale jouée dans l'enceinte du stade de Kennington Oval à Londres.

## Premier tour
| Club à domicile          | Score   | Club à l'extérieur    | Date            |
| ------------------------ | ------- | --------------------- | --------------- |
| Royal Engineers AFC      | 5-0     | Brondesbury           | 11 octobre 1873 |
| Marlow                   | 0-1     | Pilgrims              | 9 octobre 1873  |
| Maidenhead               | Forfait | Civil Service         |                 |
| Clapham Rovers           | Forfait | Amateur Athletic Club |                 |
| Upton Park FC            | 0-4     | Oxford University AFC | 29 octobre 1873 |
| Crystal Palace           | 0-1     | Swifts                | 18 octobre 1873 |
| Wanderers                | Forfait | Southall              |                 |
| 1st Surrey Rifles        | 0-0     | Barnes                | 25 octobre 1873 |
| Shropshire Wanderers     | 0-0     | Sheffield             | 30 octobre 1873 |
| Uxbridge                 | 3-0     | Gitanos               | 28 octobre 1873 |
| Trojans                  | Forfait | Farningham            |                 |
| High Wycombe             | Forfait | Old Etonians          |                 |
| Woodford Wells           | 3-2     | Reigate Priory        | 11 octobre 1873 |
| Cambridge University AFC | 1-0     | South Norwood         | 25 octobre 1873 |

### Matchs à rejouer
| Club à domicile | Score                                             | Club à l'extérieur   | Date             |
| --------------- | ------------------------------------------------- | -------------------- | ---------------- |
| Barnes          | 1-0                                               | 1st Surrey Rifles    | 8 novembre 1873  |
| Sheffield       | 0-0 Sheffield se qualifie grâce au tirage au sort | Shropshire Wanderers | 17 novembre 1873 |

## Second tour
| Club à domicile       | Score   | Club à l'extérieur       | Date             |
| --------------------- | ------- | ------------------------ | ---------------- |
| Sheffield             | 1-0     | Pilgrims                 | 22 novembre 1873 |
| Royal Engineers AFC   | 2-1     | Uxbridge                 | 26 novembre 1873 |
| Maidenhead            | 1-0     | High Wycombe             | 22 novembre 1873 |
| Clapham Rovers        | 1-1     | Cambridge University AFC | 22 novembre 1873 |
| Wanderers             | Forfait | Trojans                  |                  |
| Oxford University AFC | 2-0     | Barnes                   | 22 novembre 1872 |
| Swifts                | 2-1     | Woodford Wells           | 22 novembre 1873 |

### Matchs à rejouer
| Club à domicile | Score | Club à l'extérieur       | Date             |
| --------------- | ----- | ------------------------ | ---------------- |
| Clapham Rovers  | 1-1   | Cambridge University AFC | 29 novembre 1873 |
| Clapham Rovers  | 4-1   | Cambridge University AFC | 20 décembre 1873 |

## Quarts de finale
| Club à domicile     | Score   | Club à l'extérieur    | Date             |
| ------------------- | ------- | --------------------- | ---------------- |
| Royal Engineers AFC | 7-0     | Maidenhead            | 10 décembre 1873 |
| Clapham Rovers      | 2-1     | Sheffield             | 17 janvier 1874  |
| Wanderers           | 1-1     | Oxford University AFC | 6 décembre 1873  |
| Swifts              | Exempté |                       |                  |

### Match à rejouer
| Club à domicile       | Score | Club à l'extérieur | Date            |
| --------------------- | ----- | ------------------ | --------------- |
| Oxford University AFC | 1-0   | Wanderers          | 31 janvier 1874 |

## Demi-Finales
| Club à domicile       | Score | Club à l'extérieur | Date            |
| --------------------- | ----- | ------------------ | --------------- |
| Royal Engineers AFC   | 2-0   | Swifts             | 28 janvier 1874 |
| Oxford University ACF | 1-0   | Clapham Rovers     | 28 janvier 1874 |

## Finale
| Titulaires : |  |
| |  |
| Charles Nepean Charles Mackarness Francis Birley Frederick Green Robert Benson Frederick Maddison William Rawson> Cuthbert Ottaway Arthur H. Johnson Robert Vidal Frederick Patton |  |

| Titulaires : |  |
| |  |
| William Merriman Francis Marindin George Addison Gerald Onslow Pelham von Donop John Blackburn Herbert Rawson Henry Renny-Tailyour Henry Olivier Charles Wood Thomas Digby |  |

| Titulaires : |  |
| |  |
| Charles Nepean Charles Mackarness Francis Birley Frederick Green Robert Benson Frederick Maddison William Rawson> Cuthbert Ottaway Arthur H. Johnson Robert Vidal Frederick Patton |  |

| Titulaires : |  |
| |  |
| William Merriman Francis Marindin George Addison Gerald Onslow Pelham von Donop John Blackburn Herbert Rawson Henry Renny-Tailyour Henry Olivier Charles Wood Thomas Digby |  |

| Oxford University | Royal Engineers |